# Liste der Naturdenkmale in Talheim (Landkreis Heilbronn)
| Naturdenkmale | Anzahl |
| ------------- | ------ |
| FND           | 3      |
| END           | 0      |
| Gesamt        | 3      |

Die Liste der Naturdenkmale in Talheim nennt die verordneten Naturdenkmale (ND) der im baden-württembergischen Landkreis Heilbronn liegenden Gemeinde Talheim. In Talheim gibt es insgesamt drei als Naturdenkmal geschützte Objekte, alle sind flächenhafte Naturdenkmale (FND), keines ist ein Einzelgebilde-Naturdenkmal (END).
Stand: 1. November 2016.

## Flächenhafte Naturdenkmale (FND)
| Name                     | Bild | Kennung     | Einzelheiten                                                                 | Position | Fläche Hektar | Datum         |
| ------------------------ | ---- | ----------- | ---------------------------------------------------------------------------- | -------- | ------------- | ------------- |
| Auwald am Neckar         |      | 81250940003 | Talheim                                                                      | ⊙        | 0,6           | 18. Juli 1986 |
| Felsband „Unteres Loch“  | BW   | 81250940001 | Talheim                                                                      | ⊙        | 0,1           | 18. Juli 1986 |
| Felswand „Tauchstein“    |      | 81250940002 | Talheim Im Süden Talheims, Teile des Tauchsteinsees und östlich der Schozach | ⊙        | 0,7           | 18. Juli 1986 |
| Legende für Naturdenkmal |      |             |                                                                              |          |               |               |